# Scarabaeus flavicornis
Scarabaeus flavicornis är en skalbaggsart som beskrevs av Karl Henrik Boheman 1860. Scarabaeus flavicornis ingår i släktet Scarabaeus och familjen bladhorningar. Inga underarter finns listade i Catalogue of Life.

## Bildgalleri

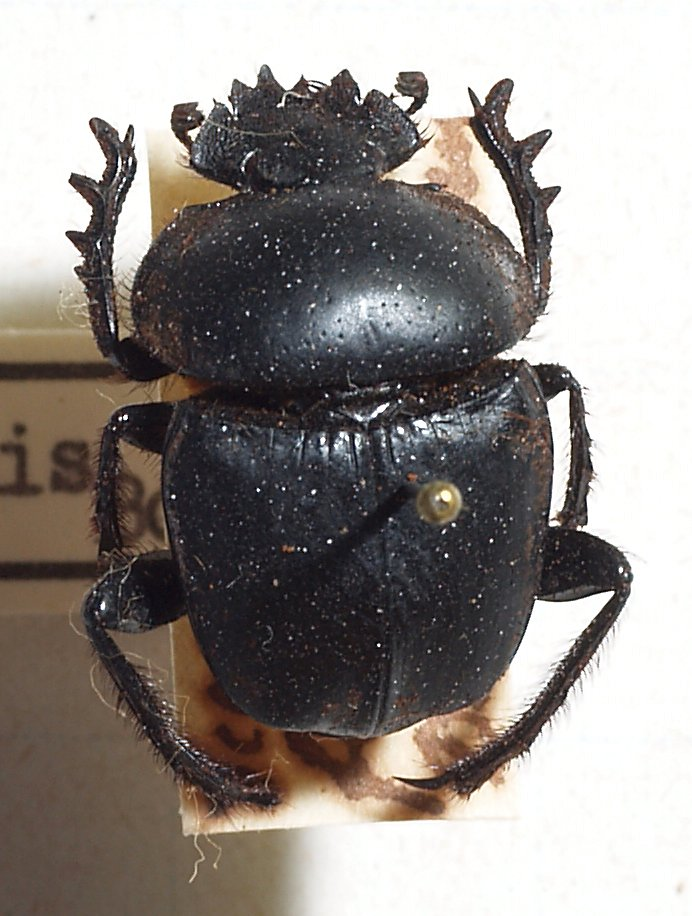